# Psilopterus
Psilopterus (з грец. «голе крило») — викопний рід фороракосових («жахливих птахів») з середнього олігоцену і, можливо, пізнього плейстоцену Аргентини та Уругваю. У порівнянні з іншими фороракосовими, члени роду є відносно стрункими й мініатюрними й включають найдрібніших відомих видів родини. Типовий P. bachmanni сягав 70—80 см у висоту і важив близько 5 кг, в той час як найбільші представники роду важили лише близько 8 кілограмів. Ці птахи схожі на сучасних каріам (Cariama cristata), однак мають важчу статуру і значно менші крила. Викопні знахідки в Уругваї вказують на те, що рід міг існувати приблизно 96 040 ±6300 років тому, через мільйони років після того, як крупніші фороракосові вимерли.

## Опис і таксономія

### Psilopterus bachmanni
Psilopterus bachmanni (Moreno & Mercerat, 1891) є найменшим видом фороракосових, з яким конкурує лише P. affinis.

### Psilopterus lemoinei
Psilopterus lemoinei (Moreno & Mercerat, 1891) був сучасником P. bachmanni та, ймовірно, займав дуже схожу екологічну нішу, хоча P. lemoinei трохи більший, з приблизною вагою, яка наближається до 8 кілограмів.

### Psilopterus affinus
Psilopterus affinus (Ameghino, 1899) є найбільш маловивченим видом «жахливих птахів», представлений лише фрагментом кістки ноги (цівка, зразок MACN-A-52-184). Птах був порівняним до P. bachmanni за розміром. Він був знайдений у 1899 році в провінції Чубут в Аргентині (Патагонія), в породах, які датуються середнім—пізнім олігоценом.

### Psilopterus colzecus
Найновіший вид роду, Psilopterus colzecus (Tonni & Tambussi, 1988), був схожим на P. lemoinei за розміром. Відомий лише один неповний скелет, який включає частини щелепи, крила та лапи (голотип MLP-76-VI-12-2).